# Okręg Bulqiza
Okręg Bulqiza (alb. rrethi i Bulqizës) – jeden z trzydziestu sześciu okręgów administracyjnych w Albanii; leży we wschodniej części kraju, w obwodzie Dibra. Liczy ok. 28 tys. osób (2008) i zajmuje powierzchnię 469 km². Jego stolicą jest Bulqiza.  W skład okręgu wchodzi osiem gmin: jedna miejska (alb. Bashkia) Bulqiza oraz siedem wiejskich Fushë-Bulqiza, Gjoricë, Martanesh, Ostren, Shupenzë, Trebisht, Zerqan.